# Gabriele Ferretti
Gabriele Ferretti, italijani rimskokatoliški duhovnik, škof in kardinal, * 31. januar 1795, Ancona, † 13. september 1860.

## Življenjepis
1. junija 1817 je prejel duhovniško posvečenje.
21. maja 1827 je bil imenovan za škofa Rietija; 27. maja istega leta je prejel škofovsko posvečenje.
23. maja 1833 je bil imenovan za apostolskega nuncija, 14. junija 1837 za nadškofa Trbiža in 2. oktobra istega leta za nadškofa Ferma; s tega položaja je odstopil 12. januarja 1842.
30. novembra 1838 je bil imenovan za kardinala in pectore. 8. julija 1839 je bilo njegovo kardinalsko imenovanje objavljeno.
14. marca 1843 je bil imenovan za prefekta Kongregacije za odpustke in relikvije in 5. julija 1847 za državnega sekretarja Rimske kurije; s tega položaja je odstopil 1. februarja 1848.